# Liste der Friedhöfe in Budapest
Dies ist eine Liste von Friedhöfen in Budapest.

## Friedhöfe

### Christliche Friedhöfe

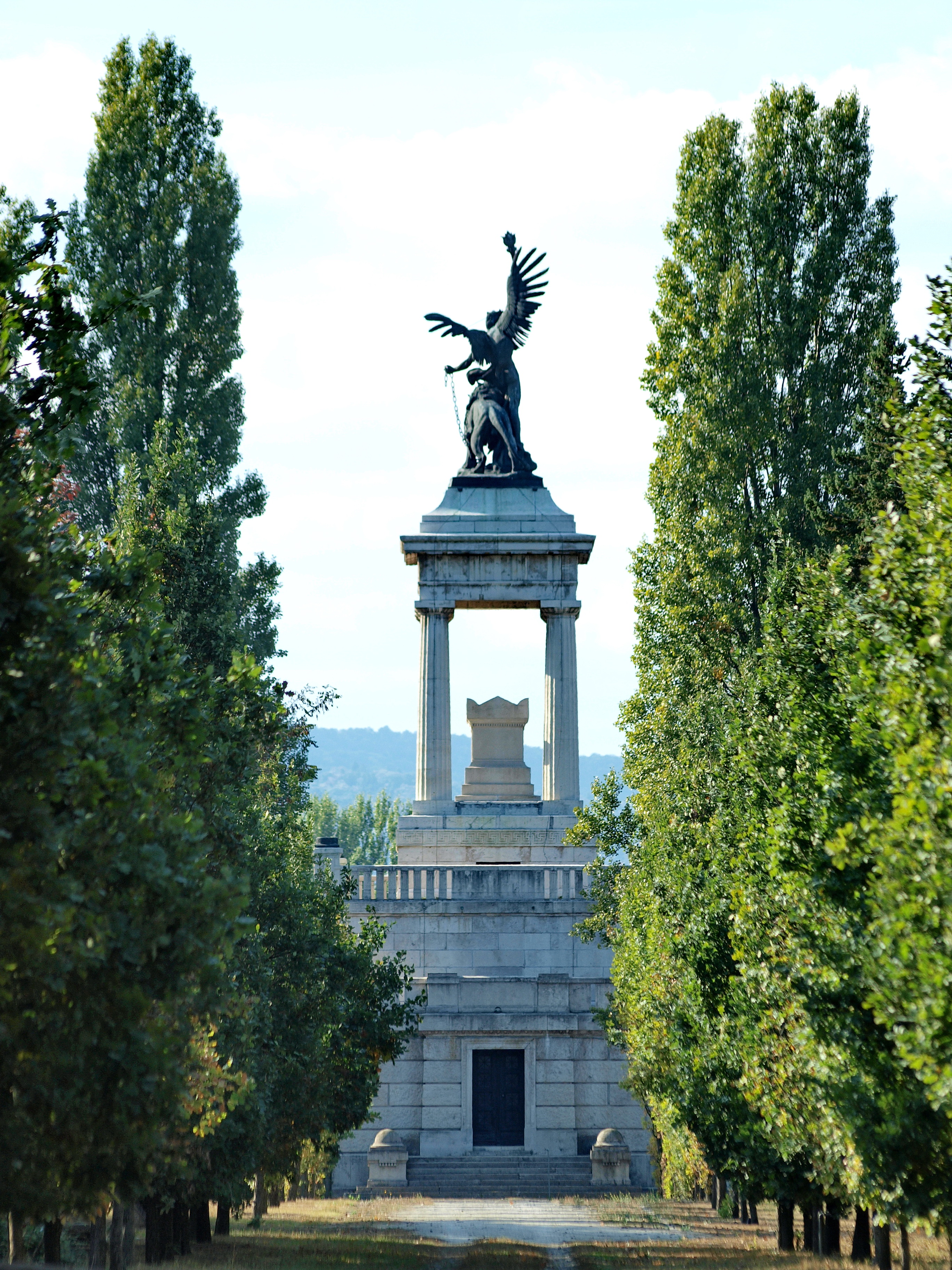
Mausoleum von Lajos Kossuth auf dem Kerepesi temető

| Friedhof             | Fläche   | Bezirk        | Gegründet |
| -------------------- | -------- | ------------- | --------- |
| Angeli úti temető    | km²      | XXII. Bezirk  | 1760      |
| Budafoki temető      | km²      | XXII. Bezirk  | 1804      |
| Cinkotai temető      | 0,08 km² | XVI. Bezirk   | 1924      |
| Csepeli temető       | 0,12 km² | XXI. Bezirk   | 1918      |
| Csillaghegyi temető  | km²      | III. Bezirk   |           |
| Pesterzsébeti temető | km²      | XX. Bezirk    | 1916      |
| Farkasréti temető    | 0,72 km² | XII. Bezirk   | 1894      |
| Kerepesi temető      | 0,56 km² | VIII. Bezirk  | 1849      |
| Kispesti öreg temető | km²      | XIX. Bezirk   | 1872      |
| Kispesti új temető   | km²      | XIX. Bezirk   | 1920      |
| Lőrinci temető       | 0,19 km² | XVIII. Bezirk | 1960      |
| Megyeri temető       | 0,27 km² | IV. Bezirk    | 1921      |
| Óbudai temető        | 0,25 km² | III. Bezirk   | 1910      |
| Rákospalotai temető  | km²      | XV. Bezirk    | 1904      |
| Szent Gellért temető | km²      | XI. Bezirk    |           |
| Új köztemető         | 2,07 km² | X. Bezirk     | 1886      |

### Jüdische Friedhöfe
Es gibt drei Jüdische Friedhöfe in Budapest:
- Csörsz utcai temető. Es ist ein orthodoxer jüdischer Friedhof in der Csörsz-Straße. Er wurde bis 1961 belegt.
- Kozma utcai temető[1] Der jüdische Friedhof in der Kozma-Straße ist der größte jüdische Friedhof in Ungarn. Auf ihm befindet sich ein Mahnmal für 600.000 jüdische Opfer des Holocaust.

| Friedhof                        | Fläche | Bezirk       | Gegründet |
| ------------------------------- | ------ | ------------ | --------- |
| Csörsz utcai temető             | km²    | XIX. Bezirk  | 1890      |
| Gránátos utcai izraelita temető | km²    | VIII. Bezirk | 1927      |
| Kozma utcai izraelita temető    | km²    | X. Bezirk    | 1893      |